# Doris Danler
Doris Danler (* 1966 in Schwaz) ist eine österreichische Diplomatin.

## Leben
Doris Danler studierte von 1986 bis 1993 Politikwissenschaft an der Universität Innsbruck.
Sie übernahm anschließend eine Stelle für Public Relations für das Radio des Österreichischen Rundfunks (ORF). Ab 1995 hatte sie eine freie journalistische Tätigkeit und führte eine Forschungsarbeit in Nigeria, über den Konflikt im Nigerdelta, durch.
Im April 1997 trat Danler in den diplomatischen Dienst ein.  2000 wurde sie stellvertretende Missionschefin in Nairobi (Kenia), 2003 stellvertretende Missionschefin in Damaskus (Syrien), in der Zeit der Krise um die Mohammed-Karikaturen. Ab 2006 war sie wieder im Außenministerium in Wien tätig, an der Nahost-Abteilung und stellvertretende Abteilungsleiterin für Afrika.
März 2011 übernahm sie den Posten der Direktorin im Österreichischen Kulturforum in Istanbul (Türkei).
Im September 2015 wurde Danler zur Botschafterin in der Republik Estland in Tallinn berufen (akkreditiert 8. September 2015).
Im März 2021 wurde sie zur österreichischen Botschafterin in Lettland (mit Sitz in Wien) berufen.
Im Februar 2023 wurde sie zur österreichischen Botschafterin in Schweden berufen.

## Publikationen
- mit Markus Brunner; Heinrich Bergstresser, Sibylle Pohly-Berstresser (Mitarb.): Shell in Nigeria. Multinational Companies in the Third World – a Case Study of Shell in the  Niger Delta / Multinationale Konzerne in der Dritten Welt am Beispiel von Shell im Niger Delta. Studie für Bread for the World/Brot für die Welt, Lagos/Köln, August 1996.
- Ogoni gegen Shell und die nigerianische Militärregierung. Konfliktlösung in der Deltaregion Nigerias. In: Theorie und Praxis ziviler Konfliktbearbeitung. Friedensbericht 1996, 1. Jahrbuch für Konfliktlösung, Verlag Ruegger, Bern 1996.

## Nachweise
- Die Botschafterin: Mag. Doris Danler. Österreichische Botschaft Tallinn, abgerufen am 4. März 2016.
- Tirolerin als Botschafterin: Alle vier Jahre ein neues Leben. Eva-Maria Fankhauser in Tiroler Tageszeitung, 22. August 2015.

1. ↑  Außenministerium: Beschluss des Ministerrates über Besetzung von Leitungsfunktionen im Ausland. APA OTS0224, 13. Jänner 2015
2. ↑  Austria - Relations. (Memento des Originals vom 9. März 2016 im Internet Archive)  Info: Der Archivlink wurde automatisch eingesetzt und noch nicht geprüft. Bitte prüfe Original- und Archivlink gemäß Anleitung und entferne dann diesen Hinweis. Estonian Embassy in Vienna, estemb.at, abgerufen am 7. März 2016.
3. ↑  Außenministerium der Republik Österreich: Die Botschafterin. Abgerufen am 14. Dezember 2021.
4. ↑  Außenministerium der Republik Österreich: Die Botschafterin. Abgerufen am 29. März 2023.

| Vorgänger     | Amt                                                     | Nachfolger |
| ------------- | ------------------------------------------------------- | ---------- |
| Renate Kobler | Österreichische Botschafterin in Estland Sept. 2015 – … | —          |

| Personendaten    | Personendaten              |
| ---------------- | -------------------------- |
| NAME             | Danler, Doris              |
| KURZBESCHREIBUNG | österreichische Diplomatin |
| GEBURTSDATUM     | 1966                       |
| GEBURTSORT       | Schwaz, Tirol              |